# Ethniko Dasiko Parko Troodous
Ethniko Dasiko Parko Troodous este o arie protejată (sit de importanță comunitară — SCI, arie de protecție specială avifaunistică — SPA) din Cipru întinsă pe o suprafață de 9.008,79 ha, integral pe uscat.

## Localizare
Centrul sitului Ethniko Dasiko Parko Troodous este situat la coordonatele 34°56′00″N 32°52′00″E / 34.9333°N 32.8667°E.

## Înființare
Situl Ethniko Dasiko Parko Troodous a fost declarat arie de protecție specială avifaunistică în decembrie 2005.

## Biodiversitate
Situată în ecoregiunea mediteraneană, aria protejată conține 11 habitate naturale: Matorral arborescenți cu Juniperus spp., Tufărișuri termo-mediteraneene și de pre-deșert, Sarcopoterium spinosum phryganas, Pajiști serpentinofile din Cipru, Pajiști de turbă din Troodos, Grohotișuri est-mediteraneene, Păduri de Platanus orientalis și Liquidambar orientalis (Platanion orientalis), Tufărișuri și vegetație forestieră joasă cu Quercus alnifolia, Păduri de pin (sub-) mediteraneene cu pini negri endemici, Păduri de pin mediteraneene cu pini mezogeni endemici, Păduri endemice cu Juniperus spp..
La baza desemnării sitului se află mai multe specii protejate:
- plante (5): Arabis kennedyae, Chionodoxa lochiae, Crocus cyprius, Crocus hartmannianus, Pinguicula crystallina
- păsări (62): inărița (Acanthis flammea), uliu cu picioare scurte (Accipiter brevipes), uliu porumbar (Accipiter gentilis), uliu păsărar (Accipiter nisus), lăstunul mare (Apus apus), Apus pallidus, Aquila fasciata, acvilă de câmp (Aquila heliaca), caprimulg (Caprimulgus europaeus), rândunică roșcată (Cecropis daurica), Certhia brachydactyla dorotheae, Clamator glandarius, botgros (Coccothraustes coccothraustes), cuc (Cuculus canorus), Emberiza caesia, măcăleandru (Erithacus rubecula), Falco eleonorae, șoim călător (Falco peregrinus), muscar-gulerat (Ficedula albicollis), cinteză (Fringilla coelebs), Fringilla montifringilla, vulturul pleșuv sur (Gyps fulvus), rândunică (Hirundo rustica), Iduna pallida, capîntortură (Jynx torquilla), Lanius nubicus, ciocârlie de pădure (Lullula arborea), privighetoare (Luscinia megarhynchos), mierlă de piatră (Monticola saxatilis), mierlă albastră (Monticola solitarius), muscar sur (Muscicapa striata), Oenanthe cypriaca, pietrar mediteranean (Oenanthe hispanica), Oenanthe isabellina, pietrar sur (Oenanthe oenanthe), grangur (Oriolus oriolus), vrabie negricioasă (Passer hispaniolensis), Periparus ater cypriotes, codroș de munte (Phoenicurus ochruros), codroșul de pădure (Phoenicurus phoenicurus), pitulice de munte (Phylloscopus collybita), pitulice sfârâitoare (Phylloscopus sibilatrix), pitulice-fluierătoare (Phylloscopus trochilus), brumăriță de pădure (Prunella modularis), aușel cu cap galben (Regulus regulus), scatiu (Spinus spinus), turturică (Streptopelia turtur), silvie cu cap negru (Sylvia atricapilla), silvie de zăvoi (Sylvia borin), silvie de câmp (Sylvia communis), silvie-mică (Sylvia curruca), Sylvia hortensis, Sylvia melanothorax, silvie porumbacă (Sylvia nisoria), Sylvia ruppeli, sturzul viilor (Turdus iliacus), mierlă (Turdus merula), sturz-cântător (Turdus philomelos), sturz (Turdus pilaris), mierlă gulerată (Turdus torquatus), sturzul de vâsc (Turdus viscivorus), pupăză (Upupa epops)
- mamifere (10): liliac cu aripi lungi (Miniopterus schreibersii), liliac cu urechi de șoarece (Myotis blythii), liliac cărămiziu (Myotis emarginatus), liliacul de amurg (Nyctalus noctula), Ovis orientalis ophion, liliacul urecheat cenușiu (Plecotus austriacus), liliacul cu potcoavă a lui blasius (Rhinolophus blasii), liliacul mediteranean cu potcoavă (Rhinolophus euryale), liliacul mare cu potcoavă (Rhinolophus ferrumequinum), liliacul mic cu potcoavă (Rhinolophus hipposideros)
- nevertebrate (2): Euplagia quadripunctaria, Propomacrus cypriacus
- reptile (1): Coluber cypriensis

Pe lângă speciile protejate, pe teritoriul sitului au mai fost identificate 8 specii de plante, 13 specii de păsări, 2 specii de amfibieni, 10 specii de mamifere, 3 specii de nevertebrate, 5 specii de reptile.